# Джибутийско-эфиопские отношения
Джибутийско-эфиопские отношения — двусторонние дипломатические отношения между Джибути и Эфиопией. Протяжённость государственной границы между странами составляет 342 км.

## История
В 1984 году страны установили дипломатические отношения. На Джибути большое влияние оказывают события в Сомали и Эфиопии, что делает важными отношения с этими крупными странами. В 1991 году падение режимов президента Сомали Мохамеда Сиада Барре и президента Эфиопии Менгисту Хайле Мариама привело к тому, что Джибути столкнулась с угрозами национальной безопасности из-за нестабильности в соседних государствах и массового притока беженцев из Сомали и Эфиопии в 100 000 человек. Джибути стала единственным доступом к морю для Эфиопии, когда в 1998 году начались боевые действия между Эфиопией и Эритреей.
В июне 2008 года отношения Джибути с Эритреей стали напряжёнными после военной конфронтации вдоль их общей границы. В январе 2018 года была введена в эксплуатацию новая железнодорожная линия от столицы Эфиопии до соседнего Джибути, построенная и профинансированная правительством Китая. Ранее более века назад французы уже строили железнодорожную линию между этими двумя африканскими странами, которая практически прекратила функционировать десять лет назад.
В 2000 году, после 3 лет засухи, в Джибути прибыло 50 000 жертв из соседних стран. С 2006 по 2009 год число беженцев в Джибути удвоилось, причём примерно 12 000 человек были зарегистрированы Управлением Верховного комиссара ООН по делам беженцев (УВКБ), преимущественно из Сомали и Эфиопии. Между соседними Эфиопией и Эритреей существует напряжённость из-за их давнего пограничного спора, которая ещё более обострились в январе 2012 года, когда этнические афарские боевики напали на западную туристическую колонну, передвигающуюся в северо-восточном регионе Эфиопии, который граничит с Джибути.
Джибути продолжает развивать тёплые отношения с Эфиопией, отражая фундаментальные экономические связи между странами и давнюю традицию торговли. Однако, военное участие Эфиопии в кампании в Сомали в 2007 году вызвали широкую критику среди большинства сомалийского населения Джибути. В 2007 году президент Джибути Исмаил Омар Гелле участвовал в саммите Африканского союза в Эфиопии и поддерживал миротворческую операцию в Сомали (АМИСОМ). Эфиопия является одним из основных торговых партнёров Джибути. Президент Исмаил Омар Гелле расширил сотрудничество Джибути с Эфиопией в области политической, экономической и социальной интеграции, обе страны обязались обеспечить мир и стабильность в регионе. Страны также сотрудничают в борьбе против движений, направленных на формирование суверенного государства афарцев, которые действуют в Эфиопии, Джибути и Эритрее.
В 1996 году в результате подписание соглашения о торговле и безопасности с Эфиопией, Джибути ввела ограничения на трансграничную миграцию с Сомали. С 1998 года число поставок товаров Эфиопией через порт Джибути утроилось, что принесло пользу экономике Джибути. 23 февраля 2015 года Эфиопия и Джибути заключили соглашение о строительстве нефтепровода, который будет проходить через эти страны. Владельцем трубопровода будет американская компания по развитию инфраструктуры Black Rhino. Считается, что стоимость проекта строительства нефтепровода составляет сумму 1,4 млрд. долларов США, предполагается, что это сократит расходы на транспортировку топлива. Эфиопия не имеет выхода к морю и импортирует нефть автомобильным транспортом, что обходится дорого. Строительство нефтепровода от морских портов Джибути до топливных резервуаров в Аваше через восточный город Эфиопии Дыре-Дауа. Протяжённость газопровода составит 550 км, ожидается, что это снизит количество бензовозов, которые следуют из Эфиопии в Джибути. В настоящее время приблизительно 500 грузовиков в день доставляют топливо в центр разгрузки в районе Аддис-Абебы, проезжая ~ 800 км по узкой двухполосной дороге. Ожидалось, что трубопровод будет полностью введён в эксплуатацию в 4 квартале 2018 года.

## Дипломатические миссии
- Джибути содержит посольство в Аддис-Абебе[4].
- У Эфиопии есть посольство в городе Джибути[5].